# Dinopsyllus brachypecten
Dinopsyllus brachypecten är en loppart som beskrevs av Smit 1951. Dinopsyllus brachypecten ingår i släktet Dinopsyllus och familjen mullvadsloppor. Inga underarter finns listade i Catalogue of Life.